# Palæosibiriske sprog
Palæosibiriske sprog er betegnelsen for flere sprog i Sibirien.
Det er et bekvemt udtryk for forskellige små sprog der ikke hører til nogen af de kendte sprogfamilier. De deles i fire grupper som heller ikke er beslægted med hinanden.
- Tjuktjo-kamtjatkaiske sprog, deriblandt tjuktji og dens slægtninge
- Yughakir, 2 sprog
- Ket
- Nivkh